# 黄嘴蜡嘴鹀
黄嘴蜡嘴鹀（学名：Paroaria capitata）是唐纳雀科蜡嘴鹀属的一種裸鼻雀。牠們以往被分類在鵐科中，但其實並非接近牠們。牠們分佈在巴西、巴拉圭、玻利維亞及北阿根廷，並被入侵到夏威夷。牠們棲息在潮濕叢林。

## 保育狀況
其被列為《瀕危野生動植物種國際貿易公約》附錄二的物種，被限制出口及貿易。

## 外部連結
- Internet Bird Collection
- VIREO （页面存档备份，存于）